# 西望洋山

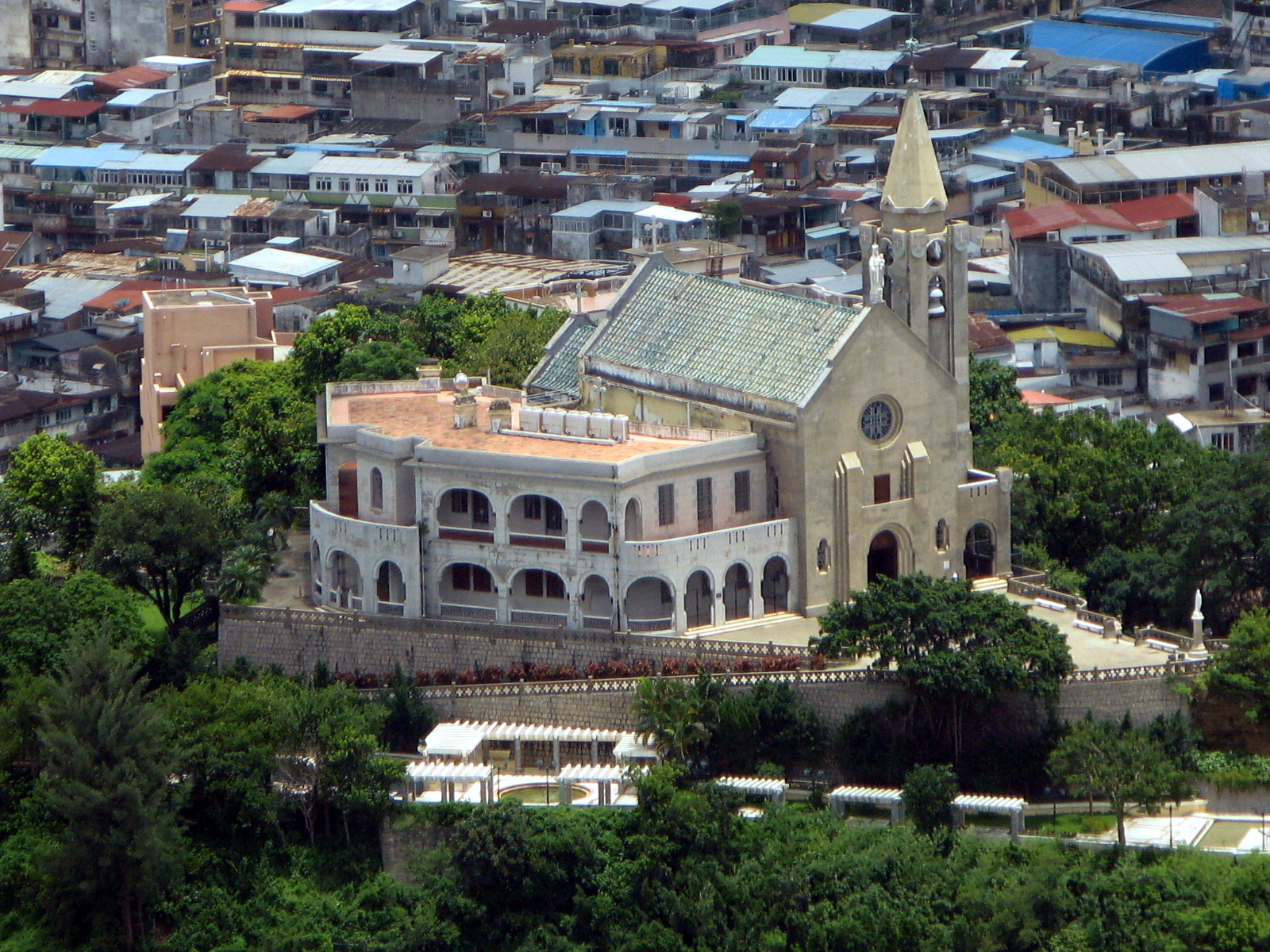
西望洋聖堂

西望洋山（葡萄牙語：Colina da Penha），俗稱主教山，是澳門半島第三高山崗，高海拔62.7公尺。西望洋山西臨內港，前臨南灣，西南接媽閣山。現為澳門半島內高級住宅區之一，屬風順堂區。

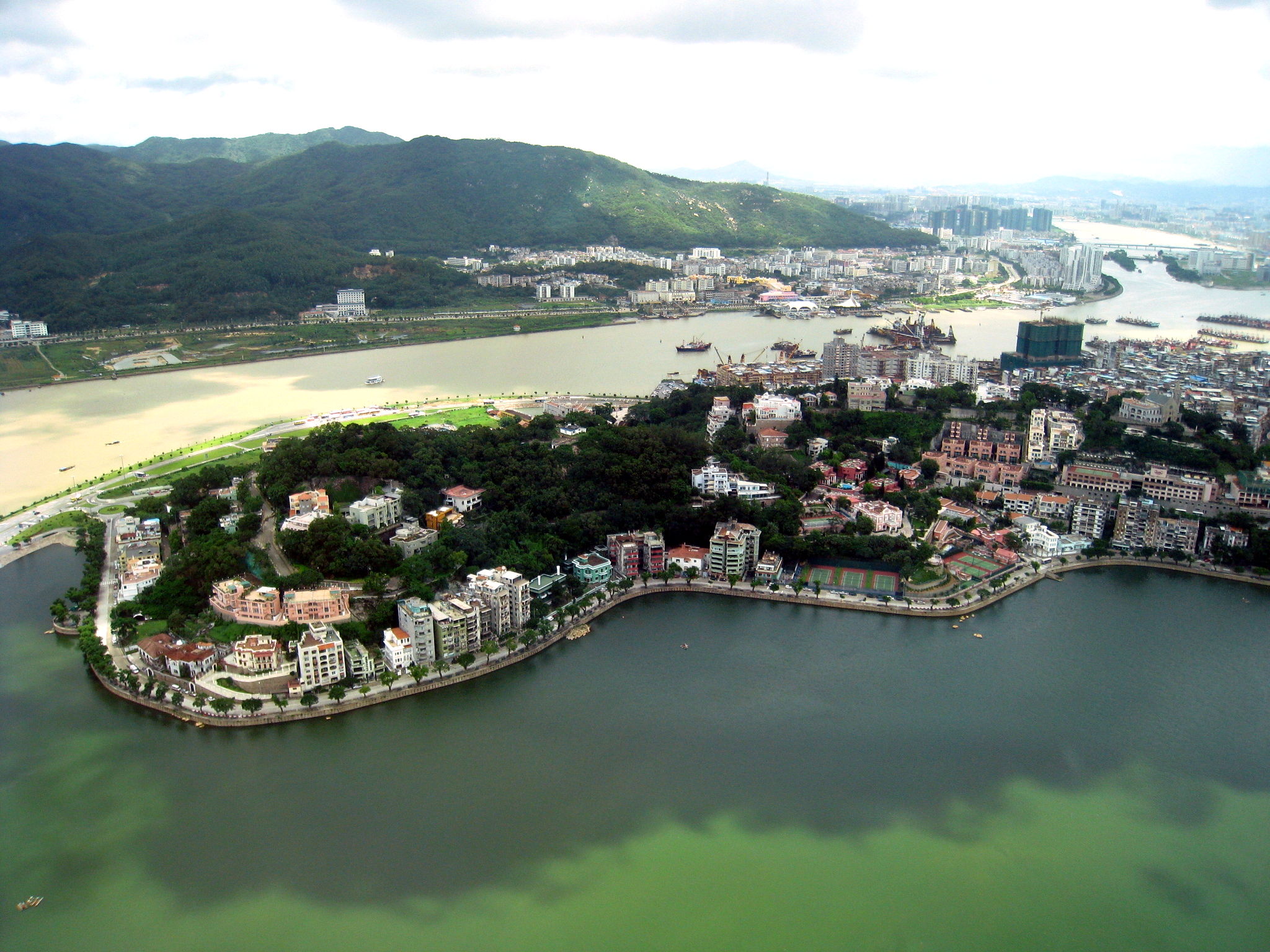
西望洋山

其名字「西望洋」，乃相對於東望洋山而言；而由於昔日西望洋山山頂有天主教澳門教區的主教府邸，故俗稱主教山。

## 歷史文物
- 西望洋聖堂及主教府
- 西望洋山炮台
- 燒灰爐炮台
- 峰景酒店
- 澳門總督府
- 媽閣廟